# Белоусов, Иван Алексеевич (железнодорожник)
Иван Алексеевич Белоусов (1927—2009) — советский инженер и организатор железнодорожного транспорта, начальник Дзержинской дистанции пути Горьковской железной дороги (1965—1987). Заслуженный работник транспорта РСФСР (1980).

## Биография
Родился 14 июля 1927 года в деревне Самушино, Лежневского района Ивановской области в крестьянской семье. 
С 1943 года в период Великой Отечественной войны, в возрасте шестнадцати лет, И. А. Белоусов начал свою трудовую деятельность в должности ремонтного рабочего Ковровской дистанции пути Горьковской железной дороге. С 1946 по 1965 годы работал — бригадиром пути, мастером, старшим дорожным мастером, начальником службы пути и заместителем начальника Ковровской дистанции пути по технической части. Под руководством и при непосредственном участии И. А. Белоусова был разработан и внедрён в практику передовой метод содержания бесстыкового пути, ставший известным как — «Дзержинский метод», на Всероссийской выставки достижения народного хозяйства (ВДНХ СССР) в Москве, за свои достижения был награждён серебряной и бронзовой медалями ВДНХ.
С 1965 года по 1987 года в течение двадцати трёх лет, И. А. Белоусов являлся руководителем  Гороховецкой, с 1970 года — Дзержинской дистанцию пути. Под руководством И. А. Белоусова велось строительство жилищного фонда и проводилась газификация имеющегося жилья для работников предприятия, было построено производственное здание и механические мастерские Дзержинской дистанции пути. Коллектив под руководством И. А. Белоусова занимал лидирующие позиции среди предприятий отрасли. 28 февраля 1974 года и 3 июля 1986 года Указом Президиума Верховного Совета СССР «за заслуги в области железнодорожного транспорта» И. А. Белоусов был награждён орденами «Знак Почёта» и Трудового Красного Знамени.
18 декабря 1980 года Указом Президиума Верховного Совета РСФСР «за заслуги в области развития железнодорожного транспорта» И. А. Белоусов был назначен — Заслуженным работником транспорта РСФСР. 
Помимо основной деятельности занимался и общественно-политической работой: избирался депутатом Дзержинского исполнительного комитета Совета народных депутатов. С 1987 года после выхода на заслуженный отдых, жил в городе Дзержинске Нижегородской области, и занимался общественной деятельностью был председателем Совета ветеранов Дзержинской дистанции пути.
Скончался 2 декабря 2009 года, похоронен на городском кладбище Дзержинска.

## Награды
- Орден Трудового Красного Знамени (3.07.1986)
- Орден «Знак Почёта» (28.02.1974)
- Медаль «В ознаменование 100-летия со дня рождения Владимира Ильича Ленина»
- Медали ВДНХ (серебряная и бронзовая[4])

### Звания
- Заслуженный работник транспорта РСФСР (18.12.1980)
- Почётный железнодорожник (1972)
- Почетный работник Горьковской железной дороги[1]
- Почётная грамота Президиума Верховного Совета РСФСР[1]

## Память
- В городе Дзержинске на улице Попова на здании Дзержинской дистанции пути  была установлена мемориальная доска в память И. А. Белоусова[2]